# Maine
Maine [mêjn] je zvezna država ZDA, del regije Nova Anglija na skrajnem severovzhodu države. Na zahodu meji na New Hampshire, na jugovzhodu na Mainski zaliv Atlantskega oceana, na severozahodu in severovzhodu pa na kanadski provinci Novi Brunswick ter Québec. Je 39. največja ameriška zvezna država po površini in 43. po številu prebivalcev; po podatkih iz leta 2020 ima približno 1,3 milijona prebivalcev. Glavno mesto je Augusta, največje pa Portland.
Država je znana po razbrazdani atlantski obali in gozdnati notranjosti. Zaradi ostrega podnebja in konfliktov z domorodci so bili evropski naseljenci dolgo časa maloštevilčni. Med britansko-ameriško vojno so pretežno nebranjen vzhodni del za kratek čas zasedli Britanci s ciljem pripojitve Kanadi, a so bile kmalu spet vzpostavljene predvojne meje. Ozemlje je bilo do leta 1820 del Massachusettsa, ko so prebivalci izglasovali odcepitev. Še istega leta je bil Maine sprejet v zvezo kot 23. država.
Več plovil Vojne mornarice ZDA je bilo poimenovanih po državi - USS Maine.